# Episodi di Soko 5113 (ventiduesima stagione)
La ventiduesima stagione della serie televisiva Soko 5113 è stata trasmessa in anteprima in Germania dalla ZDF tra il 8 ottobre 2002 e il 3 dicembre 2002.
| nº | Titolo originale        | Titolo italiano | Prima TV Germania | Prima TV Italia |
| -- | ----------------------- | --------------- | ----------------- | --------------- |
| 1  | Erschlagende Verbindung |                 | 8 ottobre 2002    |                 |
| 2  | Morgen bist du ein Star |                 | 15 ottobre 2002   |                 |
| 3  | Böses Erwachen          |                 | 22 ottobre 2002   |                 |
| 4  | Eigendynamik            |                 | 29 ottobre 2002   |                 |
| 5  | Die letzte Tour         |                 | 5 novembre 2002   |                 |
| 6  | Bei Anruf Mord          |                 | 13 novembre 2002  |                 |
| 7  | Amnesie                 |                 | 19 novembre 2002  |                 |
| 8  | Barbie                  |                 | 27 novembre 2002  |                 |
| 9  | Die Abrechnung          |                 | 3 dicembre 2002   |                 |